# Kavasila
Kavasila  este un oraș în Grecia în prefectura Elida.